# Bernard Rochot
Bernard Rochot (* 2. November 1900 in Annecy; † 23. November 1971 in Paris)  war ein französischer Wissenschaftshistoriker, der sich vor allem mit dem 17. Jahrhundert befasste.
Rochot war der Sohn eines Richters am Tribunal von Annecy und besuchte das Lyzeum in Chambéry und das Lycée Louis-le-Grand in Paris. Er erwarb dort ein Lizenziat in Philosophie und nach einem zweijährigen Jurastudium in Dijon ein Diplom für höhere Studien mit einer Arbeit über die Rechtsphilosophie von Cicero. Danach erhielt er einen Abschluss in Geologie und die Agrégation in Philosophie in Straßburg (1924/25) und war danach Lehrer, zuletzt in Tonnerre. Er forschte für das CNRS und wurde 1940 an der Sorbonne mit einer Arbeit über Pierre Gassendi und den Epikureismus promoviert. 1955 organisierte er die Dreihundertjahrfeier für Gassendi in Digne-les-Bains.
Er forschte vor allem über Pierre Gassendi und gab Schriften von ihm heraus.
Er war Herausgeber der Korrespondenz von Marin Mersenne (als Nachfolger von Robert Lenoble, Band 5 bis 12, Editions du CNRS, 1959 bis 1972), war an der Neuausgabe der Werke von René Descartes beteiligt (Paris: Vrin, 1964 bis 1966) und forschte über Galileo Galilei.
1960 erhielt er für die Ausgabe und Übersetzung von Gassendis Dissertations en forme de paradoxes contre les Aristotéliciens den Prix Langlois der Académie française. Er war Mitglied des Centre Alexandre Koyré.

## Schriften (Auswahl)
- Les travaux de Gassendi sur Épicure et sur l’atomisme, Paris: Vrin 1944
- Pierre Gassendi, 1592–1655, sa vie et son œuvre, Paris: Albin Michel 1955
- Les Méchaniques de Galilée mathématicien & ingénieur du Duc de Florence, Paris, PUF, 1966.
- Les nouvelles pensées de Galilée, Paris, Vrin, 1973.